# Leelee Sobieski
Leelee Sobieski, nom amb què es coneix Liliane Rudabet Gloria Elsveta Sobieski (Nova York, 10 de juny de 1983) és una actriu estatunidenca retirada. Va assolir la fama durant la seva adolescència amb papers com Deep Impact, Eyes Wide Shut, Never Been Kissed, Joy Ride, i Última sospita. Va rebre una nominació al Primetime Emmy i una altra al Globus d'Or per la seva interpretació de Joana d'Arc al telefilm homònim de 1999, i una altra nominació posterior al Globus d'Or pel seu paper a la minisèrie Uprising (2001).
Va continuar treballant en pel·lícules i televisió fins que es va retirar l'any 2012, i el 2016 va comentar que els motius van ser que volia centrar-se en els seus fills (nascuts el 2009 i el 2014, respectivament) i que no volia fer més escenes amb contingut sexual.

## Filmografia

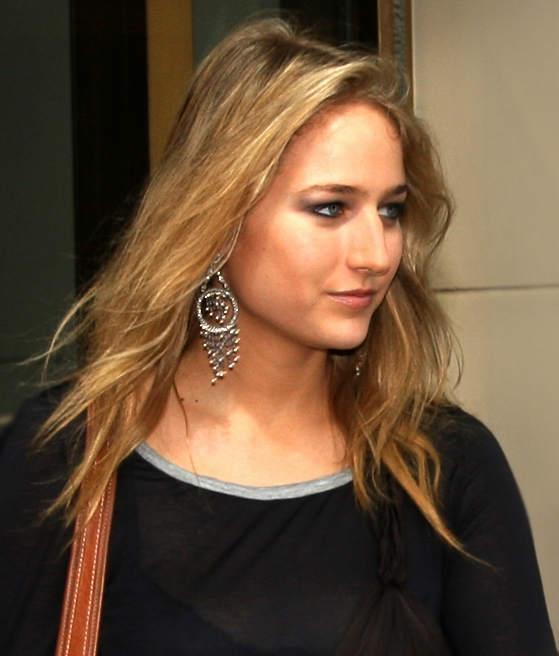
Leelee Sobieski al Festival Internacional de Cinema de Toronto de 2007.

### Cinema
| Any  | Títol                                                                | Personatge                     | Notes |
| ---- | -------------------------------------------------------------------- | ------------------------------ | --- |
| 1995 | A Horse for Danny                                                    | Danny Bara                     | |
| 1997 | Jungle 2 Jungle                                                      | Karen                          | |
| 1998 | Deep Impact                                                          | Sarah Hotchner                 | |
| 1998 | La filla d'un soldat no plora mai (A Soldier's Daughter Never Cries) | Charlotte Anne "Channe" Willis | Nominada—Chicago Film Critics Association Award for Most Promising Newcomer Nominada—Young Artist Award for Best Leading Young Actress – Feature Film |
| 1999 | Never Been Kissed                                                    | Aldys Martin                   | |
| 1999 | Eyes Wide Shut                                                       | filla de Milich                | |
| 2000 | Here on Earth                                                        | Samantha "Sam" Cavanaugh       | Nominada—Teen Choice Award for Choice Breakout Performance                                                                                            |
| 2001 | My First Mister                                                      | Jennifer                       | |
| 2001 | Joy Ride                                                             | Venna Wilcox                   | |
| 2001 | Última sospita (The Glass House)                                     | Ruby Baker                     | |
| 2001 | Uprising                                                             | Tosia Altman                   | telefilm Nominada—Globus d'Or a la millor actriu en minisèrie o telefilm                                                                              |
| 2002 | The Idol                                                             | Sarah Silver                   | |
| 2002 | Max                                                                  | Liselore von Peltz             | |
| 2006 | Lying                                                                | Sarah                          | |
| 2006 | Heavens Fall                                                         | Victoria Price                 | |
| 2006 | In a Dark Place                                                      | Anna Veigh                     | |
| 2006 | The Wicker Man                                                       | Sister Honey                   | |
| 2006 | The Elder Son                                                        | Lolita                         | |
| 2007 | Walk All over Me                                                     | Alberta                        | |
| 2007 | In the Name of the King: A Dungeon Siege Tale                        | Muriella                       | Nominada—Golden Raspberry Award for Worst Supporting Actress                                                                                          |
| 2007 | 88 minuts (88 Minutes)                                               | Lauren Douglas                 | Nominada—Golden Raspberry Award for Worst Supporting Actress                                                                                          |
| 2009 | Finding Bliss                                                        | Jody Balaban                   | |
| 2009 | Night Train                                                          | Chloe                          | |
| 2009 | Enemics públics (Public Enemies)                                     | Polly Hamilton                 | |
| 2010 | Acts of Violence                                                     | Olivia Flyn                    | |
| 2012 | Branded                                                              | Abby Gibbons                   | |
| 2016 | The Last Film Festival                                               | Stalker                        | |

### Televisió
| Any       | Títol                    | Personatge           | Notes |
| --------- | ------------------------ | -------------------- | --- |
| 1995–1996 | Charlie Grace            | Jenny Grace          | sèrie de televisió |
| 1996      | Grace Under Fire         | Lucy                 | sèrie de televisió; episodi "Positively Hateful" |
| 1996      | NewsRadio                | noia d'institut      | sèrie de televisió; episodi "Arcade" |
| 1998      | F/X: The Series          | Tanya                | sèrie de televisió; episodi "Evil Eye" |
| 1999      | Joan of Arc              | Joana d'Arc          | minisèrie Nominada—Primetime Emmy Award for Outstanding Lead Actress in a Miniseries or Movie Nominada—Globus d'Or a la millor actriu en minisèrie o telefilm Nominada—Satellite Award for Best Actress – Miniseries or Television Film |
| 2003      | Les Liaisons dangereuses | Cécile de Volanges   | minisèrie |
| 2005      | Hercules                 | Deianira             | minisèrie |
| 2010      | Drop Dead Diva           | Samantha "Sam" Colby | sèrie de televisió; episodi "A Mother's Secret" |
| 2011      | The Good Wife            | Alexis Symanski      | sèrie de televisió; episodi "Breaking Up" |
| 2012      | NYC 22                   | Jennifer Perry       | sèrie de televisió |